# Маэль-Пестивьен
Маэ́ль-Пестивье́н (фр. Maël-Pestivien, брет. Mael-Pestivien) — коммуна во Франции, находится в регионе Бретань. Департамент — Кот-д’Армор. Входит в состав кантона Каллак. Округ коммуны — Генган.
Код INSEE коммуны — 22138.

## География
Коммуна расположена приблизительно в 420 км к западу от Парижа, в 125 км западнее Ренна, в 45 км к западу от Сен-Бриё.

## Население
Население коммуны на 2016 год составляло 390 человек.
| 1962 | 1968 | 1975 | 1982 | 1990 | 1999 | 2008 | 2016 |
| ---- | ---- | ---- | ---- | ---- | ---- | ---- | ---- |
| 917  | 800  | 650  | 567  | 514  | 449  | 403  | 390  |

## Администрация
| Период | Период | Фамилия      | Партия                              | Примечания |
| ------ | ------ | ------------ | ----------------------------------- | ---------- |
| 1989   | 2001   | Эрнен Анри   |                                     | учитель    |
| 2001   |        | Жозеф Бернар | Французская коммунистическая партия | фермер     |

## Экономика
В 2007 году среди 232 человек в трудоспособном возрасте (15—64 лет) 155 были экономически активными, 77 — неактивными (показатель активности — 66,8 %, в 1999 году было 61,6 %). Из 155 активных работали 138 человек (84 мужчины и 54 женщины), безработных было 17 (10 мужчин и 7 женщин). Среди 77 неактивных 26 человек были учениками или студентами, 24 — пенсионерами, 27 были неактивными по другим причинам.

## Достопримечательности
- Церковь Сен-Лоран (XI век)
- Дольмен Рок-Дю (эпоха неолита). Исторический памятник с 1969 года[3]
- Доисторическая стела. Исторический памятник с 1964 года[4]
- Мегалитическая гробница. Исторический памятник с 1969 года[5]

## Фотогалерея

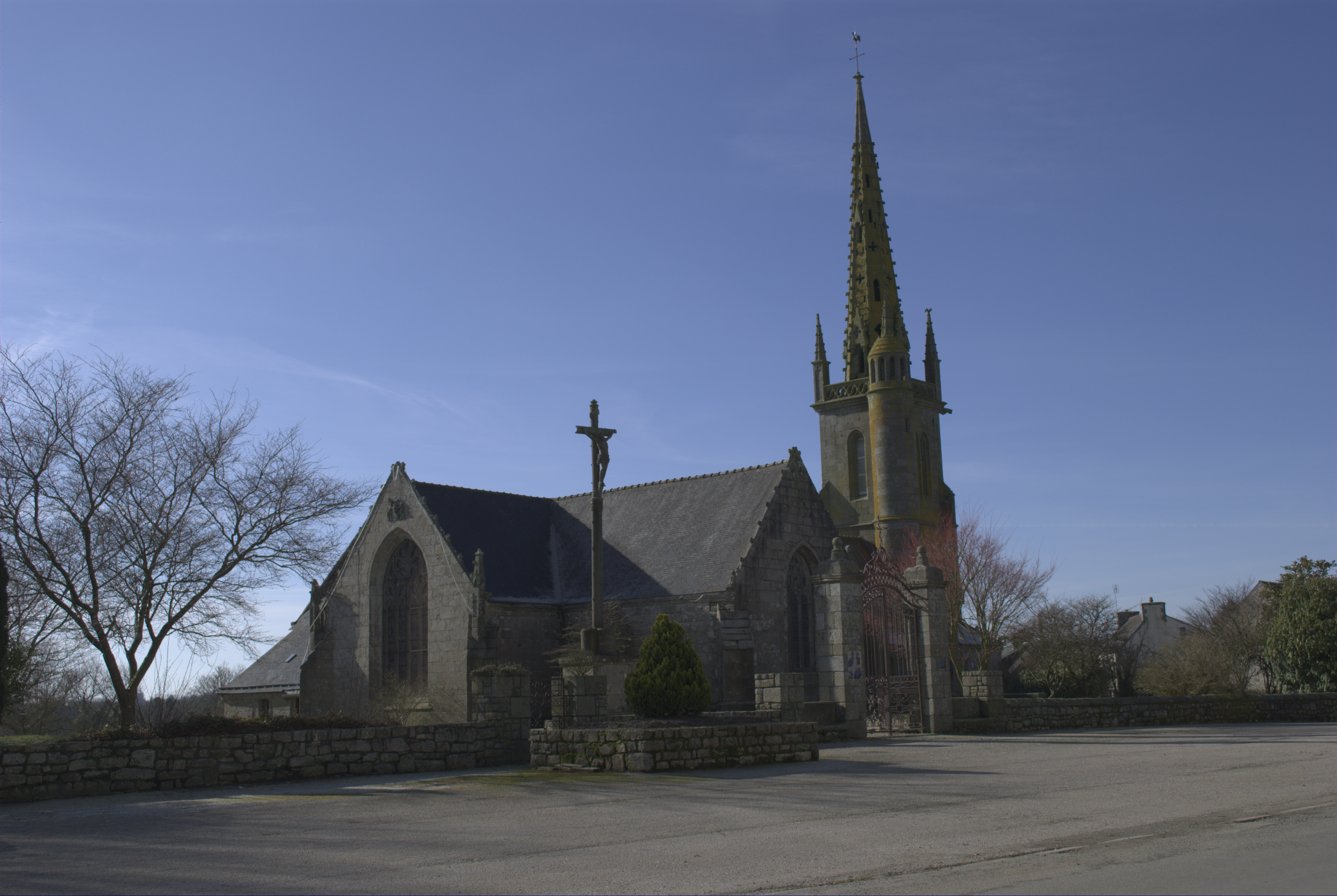
Церковь Сен-Лоран
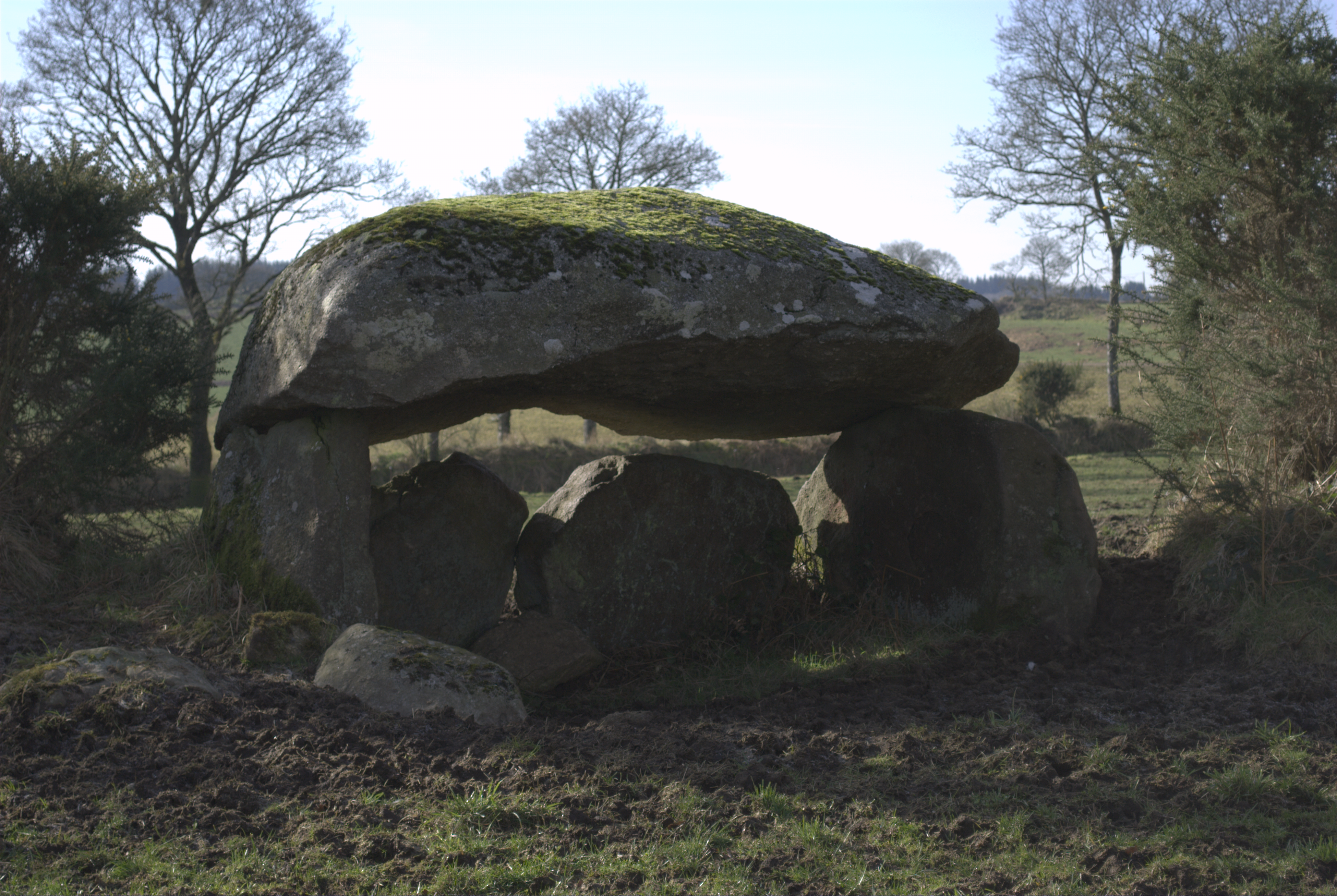
Мегалитическая гробница
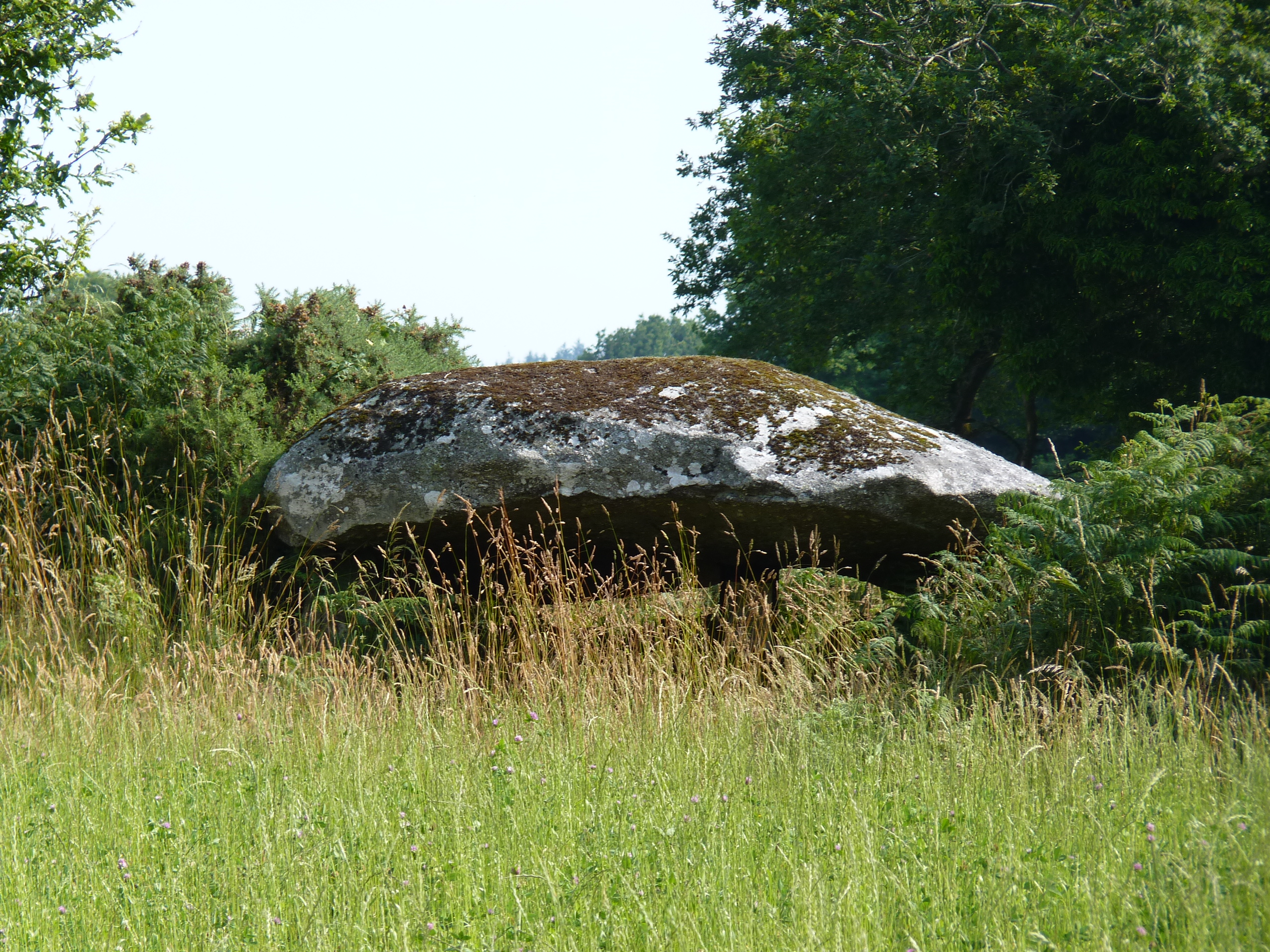
Дольмен Рок-Дю
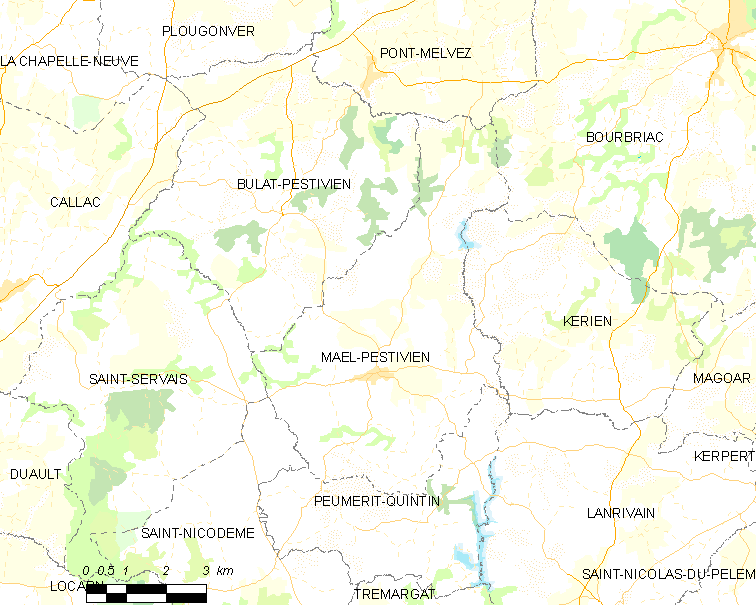
Карта коммуны